# Lasfaillades
Lasfaillades är en kommun i departementet Tarn i regionen Occitanien i södra Frankrike. Kommunen ligger i kantonen Anglès som tillhör arrondissementet Castres. År 2022 hade Lasfaillades 88 invånare.

## Befolkningsutveckling
Antalet invånare i kommunen Lasfaillades
| Referens: INSEE |